# Higinio Uriarte
José Higinio Uriarte del Barrio (Asunción, 11 de enero de 1843-21 de abril de 1909) fue un político paraguayo que gobernó el país de manera provisoria desde el 12 de abril de 1877 al 25 de noviembre de 1878 tras el magnicidio de Juan Bautista Gill.
Inició una serie de represalias contra los responsables del crimen que culminaron con el asesinato del expresidente Facundo Machain en la cárcel de la Policía de la Capital, quien siendo un excelente abogado, había asumido la defensa de los acusados. 
Del gobierno de Uriarte se destacan la creación del Banco del Paraguay con un capital de 500.000$, la ley de 1878 que creaba el Seminario Conciliar, y el fallo de Rutherford Hayes en favor de Paraguay (Laudo Hayes).
- Datos: Q26554
- Multimedia: Higinio Uriarte / Q26554